# Dirk De Keyzer
Dirk De Keyzer (nacido el 19 de diciembre de 1958 en Sleidinge) es un artista belga. Realiza esculturas de bronce, algunas de las cuales son visibles en lugares públicos de Bélgica, Holanda y Alemania . Su obra más famosa es Grote Zwier en la rotonda de Evergem - Wippelgem.